# アイルランド貴族
アイルランド貴族（英: Peerage of Ireland）は、アイルランド卿またはアイルランド王としてのイギリス君主によって叙された貴族の総称。アイルランド貴族の創設は19世紀末で終わった。アイルランド貴族は公爵、侯爵、伯爵、子爵、男爵からなる。イギリス君主は、現在はアイルランド共和国の中にある土地から派生した爵位を含む、アイルランド貴族の管轄権を行使し続けている。

## 歴史
中世以来続くアイルランド貴族の称号はほんの一握りである。アイルランド貴族は1800年までアイルランド貴族院に議席を持ち、1800年合同法でアイルランド議会が廃されると、代わりに28名の貴族代表議員を選出して、ウェストミンスターの貴族院へ送るようになった。
合同以前にも以後にも、アイルランド貴族は、イングランド/グレートブリテン貴族院に自動的に議席を与えない爵位を創設する手段として用いられた。すなわち、アイルランド貴族に叙された人物（一例として初代クライヴ男爵ロバート・クライヴ）は引き続きロンドンの庶民院議員を務めることができる。その結果として、より後の時代に叙爵されたアイルランド貴族はアイルランドとのつながりが希薄な人物が多く、爵位名がグレートブリテン島の地名に由来する例すら散見されるようになった（例としてメクスバラ伯爵とランファーリー伯爵：メクスバラはイングランドの、ランファーリーはスコットランドの地名である）。
1800年の合同条約は新設されるアイルランド貴族爵位の数を制限したものの、アイルランド貴族爵位は19世紀末まで創設され続けた。この制限とは、アイルランド貴族の人数が100人以下（合同時点でグレートブリテン貴族爵位を所有する人物、合同以降に連合王国貴族に叙された人物を除く）になるまで、新しい貴族が創設されるには3つのアイルランド貴族爵位が廃絶することが必要である。そして、合同法の交渉の一環として、1797年よりアイルランド貴族の創設が相次ぎ、そのほとんどは既存の貴族の昇叙であった。この状況は1801年1月第1週で終わったが、合同法の制限はその最後のわずかな貴族には適用されなかった。19世紀におけるアイルランド貴族の創設は、1856年まで合同法が許可している限りの人数が叙爵されたが、それ以降は失速し、1857年から1900年までは4人しかなく、20世紀と21世紀には0人だった。最後に創設されたアイルランド貴族爵位は1898年のカーゾン・オブ・ケドルストン男爵である。
1800年までに創設されたアイルランド貴族は、貴族の序列においてイングランド貴族、スコットランド貴族、グレートブリテン貴族より後、連合王国貴族より先である。1801年以降に創設されたアイルランド貴族は、創設年によって連合王国貴族との間の序列が決定される。たとえば、アバコーン公爵（1868年創設のアイルランド貴族爵ウイ）は連合王国貴族のサザーランド公爵（1833年創設）とウェストミンスター公爵（1874年創設）の間となる。
アイルランド貴族代表議員が亡くなると、アイルランド貴族は会合を開いて後任を選出した。しかしこの会合を開くために必要な役職は、アイルランド自由国の設立とともに廃止された。その時点での貴族代表議員は貴族院に引き続き議席を持つが、現職議員が死去しても後任が選出されることはなくなった。最後のアイルランド貴族代表議員である第4代キルモリー伯爵フランシス・ニーダムが1961年に死去すると、貴族院にアイルランド貴族代表議員はいなくなった。アイルランド貴族が貴族代表議員を選出する権利は1971年制定法廃止法で正式に廃止された。

## 現存するアイルランド貴族家

### 公爵家
1. リンスター公爵（1766年）フィッツジェラルド家
2. アバコーン公爵（1868年）ハミルトン家

### 侯爵家
1. ウォーターフォード侯爵（英語版）（1789年）ベレスフォード家
2. ダウンシャー侯爵（1789年）ヒル家
3. ドニゴール侯爵（1791年）チチェスター家
4. ヘッドフォート侯爵（英語版）（1800年）タイラー家
5. スライゴ侯爵（英語版）（1800年）ブラウン家
6. イーリー侯爵（1800年）トッテナム家
7. カニンガム侯爵（1816年）カニンガム家
8. ロンドンデリー侯爵（1816年）ヴェイン＝テンペスト＝ステュワート家

### 伯爵家
1. コーク伯爵(1620年)/オーレリー伯爵（英語版）(1660年) ： ボイル家
2. ウェストミーズ伯爵(1621年) ： ニュージェント家
3. ミーズ伯爵（英語版）(1627年) ： ブラバゾン家
4. キャバン伯爵（英語版）(1647年) ： ランバート家
5. ドロヘダ伯爵(1661年) ： ムーア家
6. グラナード伯爵（英語版）(1684年) ： フォーブス家
7. ダーンリー伯爵(1725年) ： ブライ家
8. ベスバラ伯爵(1739年) ： ポンソンビー家
9. キャリック伯爵(1748年) ： バトラー家（英語版）
10. シャノン伯爵（英語版）(1756年) ： ボイル家
11. アラン伯爵(1762年) ： ゴア家
12. コータウン伯爵(1762年) ： ストップフォード家
13. メクスバラ伯爵（英語版）(1766年) ： サヴィル家
14. ウィンタートン伯爵（英語版）(1766年) ： ターナー家
15. キングストン伯爵(1768年) ： テニソン家
16. ローデン伯爵（英語版）(1771年) ： ジョセリン家
17. リズバーン伯爵(1776年) ： ヴォーン家
18. クランウィリアム伯爵（英語版）(1776年) ： ミード家
19. アントリム伯爵(1785年) ： マクドネル家
20. ロングフォード伯爵（英語版）(1785年) ： パケナム家
21. ポーターリントン伯爵（英語版）(1785年) ： ドーソン＝ダマー家
22. メイヨー伯爵(1785年) ： バーク家
23. アンズリー伯爵（英語版）(1789年) ： アンズリー家
24. エニスキレン伯爵（英語版）(1789年) ： コール家
25. アーン伯爵(1789年) ： クライトン家
26. ルーカン伯爵(1795年) ： ビンガム家
27. ベルモア伯爵（英語版）(1797年) ： ローリー＝コリー家
28. キャッスル・ステュワート伯爵（英語版）(1800年) ： ステュアート家
29. ドナウモア伯爵(1800年) ：ヒーリー＝ハッチンソン家
30. カリドン伯爵(1800年) ： アレクサンダー家
31. リムリック伯爵(1803年) ： ペリー家
32. クランカーティ伯爵(1803年) ： ル・プア・トレンチ家
33. ゴスフォード伯爵(1806年) ： アチソン家（英語版）
34. ロス伯爵(1806年) ： パーソンズ家
35. ノーマントン伯爵 (1806年) ： エイガー家
36. キルモリー伯爵(1822年) ： ニーダム家
37. リストーエル伯爵(1822年) ： ヘア家
38. ノーベリー伯爵(1827年) ： グラハム＝トラー家
39. ランファーリー伯爵(1831年) ： ノックス家

### 子爵家
1. ゴーマンストン子爵（英語版） (1478年) プレストン家
2. マウントガーレット子爵（英語版） (1550年) バトラー家（英語版）
3. ヴァレンティア子爵 (1622年) アンズリー家
4. ディロン子爵（英語版） (1622年) ディロン家
5. マッセリーン子爵（英語版） (1660年)/フェラード子爵（英語版） (1797年) スケッフィントン家
6. チャールモント子爵（英語版） (1665年) コールフィールド家
7. ダウン子爵（英語版） (1680年) ドーネイ家
8. モールズワース子爵（英語版） (1716年) モールスワース家
9. チェットウィンド子爵（英語版） (1717年) チェットウィンド家
10. ミドルトン子爵 (1717年) ブロドリック家
11. ボイン子爵 (1717年) ハミルトン＝ラッセル家（英語版）
12. ゲージ子爵（英語版） (1720年) ゲージ家
13. ゴールウェイ子爵 (1727年) モンクトン＝アランデル家
14. ポーズコート子爵 (1744年) ウィンフィールド家
15. アシュブルック子爵（英語版） (1751年) フラワー家
16. サゼル子爵（英語版） (1776年) サゼル家
17. ド・ヴェシー子爵 (1776年) ヴィジー家
18. リフォード子爵（英語版） (1781年) ヒューイット家
19. バンガー子爵（英語版） (1781年) ウォード家
20. ドナラル子爵（英語版） (1785年)　セント・レジャー家（英語版）
21. ハーバートン子爵（英語版） (1791年) ポメロイ家（英語版）
22. ハワーデン子爵 (1793年) モード家
23. マンク子爵 (1801年1月) マンク家
24. ゴート子爵 (1816年) ヴェレカー家

### 男爵家
1. キングセール男爵（英語版） (1340年?) ド・クルシー家
2. ダンセイニ男爵（英語版） (1439年?) プランケット家
3. トリムルズトン男爵（英語版） (1462年) バーンウェル家
4. ダンボイン男爵（英語版） (1541年) バトラー家（英語版）
5. ラウス男爵（英語版） (1541年) プランケット家
6. インチクィン男爵 (1543年) オブライエン家
7. ディグビー男爵（英語版） (1620年) ディグビー家
8. カーベリー男爵（英語版） (1715年) エヴァンズ＝フリーク家
9. エイルマー男爵（英語版） (1718年) エイルマー家
10. ファーナム男爵（英語版） (1756年) マクスウェル家
11. ライル男爵（英語版） (1758年) ライセット家
12. ニューバラ男爵（英語版） (1776年) ウィン家
13. マクドナルド男爵 (1776年) マクドナルド家
14. ケンジントン男爵（英語版） (1776年) エドワーズ家
15. マッシー男爵（英語版） (1776年) マシー家
16. マスケリー男爵（英語版） (1781年) ディーン家
17. シェフィールド男爵 (1783年) スタンリー家（英語版）
18. キルメイン男爵（英語版） (1789年) ブラウン家
19. ウォーターパーク男爵 (1792年) キャヴェンディッシュ家
20. グレイヴス男爵（英語版） (1794年) グレイヴス家
21. ハンティングフィールド男爵（英語版） (1796年) バンネック家
22. ロスモア男爵（英語版） (1796年) ウェステンラ家
23. ハザム男爵（英語版） (1797年) ハザム家
24. クロフトン男爵（英語版） (1797年) クロフトン家（英語版）
25. フレンチ男爵 (1798年) フレンチ家
26. ヘンリー男爵 (1799年) イーデン家
27. ラングフォード男爵（英語版） (1800年) ローリー＝コンウェイ家
28. ダファリン＝クランボイ男爵 (1800年) ブラックウッド家
29. ヘニカー男爵（英語版） (1800年) ヘニカー＝メージャー家
30. ヴェントリー男爵（英語版） (1800年) モリンズ家
31. ダンオーリー男爵（英語版） (1800年) プリティー家
32. クランモリス男爵（英語版） (1800年) ビンガム家
33. アシュタウン男爵 (1800年) トレンチ家
34. レンドルシャム男爵 (1806年) テルソン家
35. カースルメイン男爵 (1812年) ハンコック家
36. デシーズ男爵 (1812年) ベレスフォード家
37. ガーヴァー男爵 (1818年) カニング家
38. マラハイドのタルボット男爵 (1831年) アランデル家
39. カリュー男爵 (1834年, 連合王国 1838年) コノリー＝カリュー家
40. オランモア＝ブラウン男爵 (1836年) ブラウン家
41. ベリュー男爵 (1847年) ベリュー家
42. ファーモイ男爵 (1856年) ロッシュ家
43. ラスドネル男爵 (1868年)  マクリントック＝バンベリー家